# 耿其昌
耿其昌（1947年—），汉族，中华人民共和国政治人物、第十一届全国政协委员。
中国京剧院主要演员，国家一级演员，工老生。12岁登台演出，曾演出过几十出优秀的传统戏、新编历史剧、现代京剧，并担任主要角色。曾赴西欧、北美演出，为文化交流作出贡献。2008年，当选第十一届全国政协委员，代表文化艺术界，分入第二十七组。

## 生平
生於北京，10歲考入中國戲曲學校，習老生，陳斌雨為開蒙老師；在戲校先後師從雷喜福、貫大元、王連平、茹富蘭、宋繼亭、郭仲霖等多位師長，於1978年調入中國京劇院。
耿其昌從師學演過文武老生的名戲，《定軍山》、《擊鼓罵曹》、《四郎探母》、《捉放曹》、《空城計》、《武家坡》等。

## 外部連結
- 耿其昌李维康珠联璧合赢满堂彩